# Рай із твоїх снів
«Рай Із Твоїх Снів» (скорочено Р. І.Т. С. або РІТС) — український фольк-павер-метал гурт зі Львова, створений 2013 року Вегардом Ейвіндом. Музика гурту поєднує у собі потужність павер-металу та ліричність фолк-інструментів. Поряд електричними гітарами, барабанами та іншими звичними для металу інструментами звучать сопілка та волинка.  Саме через такий симбіоз творчість гурту характеризують як «найавтентичніший український фольк-павер-метал».

## Історія гурту

### Зародження (2013—2014)
Створений у лютому 2013 року вокалістом і гітаристом Вегардом. Восени  2014-го світ побачив перший реліз у форматі демо-альбому. Починаючи з літа 2014 року, гурт веде активну концертну діяльність.

### Назавжди (2015)
15 червня 2015 року гурт презентував свою першу студійну роботу — сингл «Назавжди», який тепло зустріли любителі мелодичного металу та україномовної музики загалом.

### Сильніше Пітьми (2015—2016[1])
Восени 2015 року Р.І.Т.С. розпочав роботу над мініальбомом у досить нестандартному жанрі, який став фінальною ланкою у формуванні самобутності гурту — ліричному фолк/павер-металі. Тоді ж ряди гурту поповнила вокалістка Лада та концертний сопілкар Світобор. Теперішнє звучання поєднує в собі академічний чоловічий бас, жіноче сопрано, притаманні для павер-металу гітарні й клавішні партії, а також використання мелодійних сопілкових і волинкових програшів. Мініальбом було презентовано у соцмережах 14 лютого 2016 року. У березні гурт покинув гітарист Олег.
Наприкінці квітня гурт вирушив у невеличкий тур на підтримку мініальбому. На час туру місце другого гітариста зайняв Іван Павлик. Тур вмістив у себе 8 концертів як локальних, так і фестивальних. Окрім Львова гурт виступив також у Рівному, Харкові, на фестивалях у Зашкові, Яремче та Коломиї. Опісля завершення туру до кінця літа 2016-го гурт взяв творчу відпустку, щоб восени розпочати роботу над наступним повноформатним альбомом. 
У серпні 2016 до колективу приєднується вокалістка Олена Сусул (ex-Einara, ex-Цвіт Життя).

### Віра в Світло (2017)
14 лютого 2017 колектив презентував сингл із майбутнього альбому «Віра в Світло», в який також увійшов кавер на знамениту пісню В.Івасюка «Я піду в далекі гори».
1 червня того ж року у світ вийшов повноформатний альбом «Віра в Світло».
У цей час до гурту приєднались двоє гітаристів: Андрій Бригас (ex-Zoman) і Тарас Солдан. В такому складі гурт виступив на фестивалі «Зашків 2017», де презентував публіці новий альбом. Згодом, із постійного складу виходять бас-гітарист Ігор Гринів та клавішник Дивозор. Останній стає постійним учасником дум-метал гурту Полинове Поле.

## Склад гурту
- Вегард Ейвінд — композитор, вокал, сопілка (студійно), гітара, волинка (2013 — дотепер)
- Олена «Ейнара» Сусул  — вокал (2016 — дотепер)
- Андрій Бригас — гітара (2017 — дотепер)
- Тарас Солдан — гітара (2017 — дотепер)
- Богдан Кравченко — бас (2017 — дотепер)
- Володимир Данильчук — ударні (2017 — дотепер)

### Запрошені музиканти
- Jotunhammer (Kroda, 1914) — ударні на ЕР «Сильніше Пітьми»
- Eerie Cold (Paganland) — ударні (live) (2016)
- Іван Павлик — гітара (live) (2016)

### Колишні учасники
- Світобор — сопілка (2015—2016)
- Лада (справжнє ім'я Марія Лема) — вокал (2016)
- Роман Бичко — ударні (2014—2015)
- Володимир Фролов — бас (2014—2015)
- Oleh C. — гітара (2014—2016)
- Ігор Гринів — гітара (2013), бас (2015—2017)
- Дивозор — клавішні (2013—2017)

## Дискографія
- Демо (2014)
- Назавжди (сингл) (2015)
- Сильніше Пітьми (ЕР) (2016)
- Віра в Світло (сингл) (2017)[3]
- Віра в Світло (LP) (2017)[4]